# Banu Sabah
U okviru naučnog pogleda istorije IX veka u islamskoj civilizaciji, često se susrećemo sa učenom porodicom Banu Sabah koju su uglavnom predstavljala tri brata: Muhamed, Ibrahim i Hasan.
Posebno su poznati zbog toga što su u onovremenim naučnim institucijama i edukativnim akademijama radili na projektima čiji je cilj bio da ponude naučne odgovore na mnoge značajne astronomske nejasnoće. 

## Dela
Za sobom su ostavili veliki broj naučnih dela. Među njihovim plodotvornim istraživačkim radovima možemo izdvojiti one o kvalitetu Sunčevog kretanja na osnovu Ptolemejevog geocentričnog sistema, kao i radove u vezi sa merenjem prostiranja amplituda (ortive amplitude circle). Muhamed ibn Sabah širinu amplituda izračunao je opservatorijskom metodom. Širina amplituda je u stvari obimna veličina luka na horizontu između izlaska i zalaska sunca i označava njegov najprostraniji nivo. Muhamed je do pomenute širine došao nakon tripartitnih opservatorijskih poduhvata koje je obavio u jednakom vremenskom rasponu u istoj godišnjoj sezoni. Prema toj metodi, luk izlaska sunca se na osnovu njegovog prolećnog astrnomskog položaja meri u tri perioda s vremenskim razmacima od 30 dana.
Od brojnih dela članova porodice Sabah jedino je ostao traktat sa nazivom Fi amali as-sa’a al-mabsuta bi al-hindisa fi aji iklimin aradta. No, iako su originalni primerci velikog dela njihovih načnih spisa nestali, baštinu koju su ostavili za sobom s lakoćom možemo prepoznati u delima kasnijih astronoma. Među naslovima tih dela možemo izdvojiti značajne naučne traktate Hasan ibn Sabaha O položaju Sunca i o njegovoj ekliptičkoj ukošenosti i O širini amplituda i dužini kretanja, zatim njegov opsežan spis sa nazivom O ekliptici i njenim karakteristikama, koji predstavlja argmentovano naučno delo o metodi pravljenja astrolaba, te traktat o proizvodnji mermera i, najzad, naučne spise o analizi raznih kružnih figura i o merenju njihovih površina.‍:pp. 263–264.